# Attento gringo... è tornato Sabata!
Attento gringo... è tornato Sabata! (Judas... ¡toma tus monedas!) è un film del 1972, diretto da Alfonso Balcázar e Pedro Luis Ramírez.

## Trama
Un bandito messicano nasconde una cassa piena d'oro sotto un terreno vicino alla chiesa dei mormoni. Due pistoleri sanno che il messicano recupererà l'oro: lo salvano più volte dalla vendetta dei componenti della banda.